# Lou Cutell
Lou Cutell (* 6. Oktober 1930 in New York City, New York; † 21. November 2021 in Los Angeles, Kalifornien), geboren als Luigi Cutelli, war ein US-amerikanischer Schauspieler italienischer Abstammung, mit einer über sechzig Jahre umfassenden Karriere auf der Bühne und vor der Kamera.

## Leben
Cutell wurde in New York City geboren und war der Sohn sizilianischer Eltern. Gemeinsam mit seiner Familie zog er nach Los Angeles, wo er nach seiner Schulzeit an der University of California (UCLA) studierte und einen Bachelorabschluss erwarb.
Er starb im Alter von 91 Jahren im Cedar Sinai Medical Center. Seine Asche wurde den Angehörigen übergeben.

## Karriere
Cutell begann seine Schauspielkarriere im Jahr 1961 mit einem Auftritt am Broadway in dem Stück The Young Abe Lincoln in der Rolle des William Berry.
Sein Fernsehdebüt hatte Cutell 1964 mit einem Gastauftritt in der Fernsehserie The Dick Van Dyke Show.
Von den 1970er- bis in die 1990er-Jahre trat Cutell in zahlreichen Film- und Fernsehproduktionen auf, darunter Seinfeld, Love Boat, Liebling, ich habe die Kinder geschrumpft als Dr. Brainard, Imbiss mit Biss, The Bob Newhart Show, Rhinoceros, The World’s Greatest Lover, Verrückter wilder Westen, Mary Tyler Moore (sowie deren Ableger Lou Grant), Barney Miller, The Black Marble, Immer noch ein seltsames Paar, Meine Mutter ist ein Werwolf und Bridget liebt Bernie.
Am bekanntesten war er jedoch für seinen Auftritt als „Amazing Larry“ im Film Pee-Wee’s irre Abenteuer aus dem Jahr 1985, als der Proktologe Dr. Howard „Ass Man“ Cooperman in der Seinfeld-Folge The Fusilli Jerry aus dem Jahr 1995 und in seiner Rolle in Frankenstein meets the Spacemonster aus dem Jahr 1965, an der Seite von Marilyn Hanold.
In den 1990er-Jahren schrieb Cutell das Broadway-Stück The Sicilian Bachelor und trat darin auch auf. Im Jahr 2010 spielte er in dem Broadway-Stück Viagara Falls die Hauptrolle und war Mitautor des Stücks gemeinsam mit Joao Machado.
Cutell trat weiterhin in Film- und Fernsehproduktionen auf. Er hatte eine wiederkehrende Rolle in der Serie Betty White’s Off Their Rockers und war Gastdarsteller in zahlreichen weiteren Fernsehformaten. Seine letzte Rolle spielte er 2015 in einer Folge von Grey’s Anatomy.
Neben der Schauspielerei betrieb Cutell, der Mitglied im Boad of Governors der Academy of Motion Picture Arts and Sciences war, ein exklusives Herrenmodegeschäft namens Le Dernier Cri am Rodeo Drive in Beverly Hills.
Im deutschen Sprachraum wurde Cutell unter anderem von Friedrich Georg Beckhaus, Klaus Bergatt, Gerd Duwner, Michael Gahr, Michael Habeck, Andreas Hanft, Imo Heite, Klaus Höhne, Klaus Jepsen, Uli Krohm, Karl-Heinz Krolzyk, Günter Lüdke, Hans Nitschke, Bruno W. Pantel, Uwe Paulsen, Manfred Petersen, Eberhard Prüter, Wolf Rüdiger Reutermann, Willy Schäfer, Klaus Sonnenschein, Wolfgang Spier, Harry Täschner und Hasso Zorn synchronisiert.

## Filmografie (Auswahl)

### Film
- 1965: Frankenstein Meets the Spacemonster
- 1969: The Lady, or the Tiger? (Kurzfilm)
- 1970: Little Big Man
- 1972: Ein Gauner kommt selten allein
- 1972: Ein Koffer für das Syndikat (Fernsehfilm)
- 1973: The Blue Knight (Fernsehfilm)
- 1974: Die Nashörner
- 1974: Frankenstein Junior
- 1977: Der größte Liebhaber der Welt
- 1978: Eine ganz krumme Tour
- 1979: Fort Travis – Ein Mann geht seinen Weg
- 1979: Marciano (Fernsehfilm)
- 1980: Nieten unter sich
- 1982: Der Konflikt – Du oder Beide
- 1983: Scherben eines Mordes (Fernsehfilm)
- 1985: Pee-Wee’s irre Abenteuer
- 1985: Maxie
- 1986: Staatsanwälte küsst man nicht
- 1986: The Malibu Bikini Shop
- 1987: Tales from the Hollywood Hills: A Table at Ciro’s (Fernsehfilm)
- 1987: Halb durch
- 1988: Monster Hospital
- 1988: Bird
- 1988: Die Diamanten-Lady (Fernsehfilm)
- 1989: Meine Mutter ist ein Werwolf
- 1989: Liebling, ich habe die Kinder geschrumpft
- 1991: Homo Faber
- 1992: Assolto per aver commesso il fatto
- 1994: Jimmy Hollywood
- 1994: The Postgraduate (Kurzfilm)
- 1994: A Part of the Family (Fernsehfilm)
- 1995: Entfesselte Helden
- 1996: Marilyn – Ihr Leben (Fernsehfilm)
- 1997: Just Write – Alles aus Liebe
- 1997: Glam
- 1998: Immer noch ein seltsames Paar
- 2002: Laurel Canyon
- 2005: Die Hochzeits-Crasher

### Fernsehserien
- 1964: The Dick Van Dyke Show
- 1968: Verrückter wilder Westen
- 1969: Meine drei Söhne
- 1970: Then Came Bronson
- 1972: Eddies Vater
- 1972: Room 222
- 1972: Bridget und Bernie
- 1973: Temperatures Rising
- 1974: Mary Tyler Moore
- 1975: The Bob Crane Show
- 1976: Jigsaw John
- 1976: Starsky & Hutch
- 1977: Love Boat
- 1978: Lou Grant
- 1974–1978: The Bob Newhart Show
- 1978: Kojak – Einsatz in Manhattan
- 1979: Mr. Horn: Sein Weg zum Galgen (Miniserie)
- 1981: Gimme a Break!
- 1977–1982: Barney Miller
- 1982: T. J. Hooker
- 1984: Hardcastle & McCormick
- 1981–1984: Imbiss mit Biss (auch: Alice)
- 1985: Die Fälle des Harry Fox
- 1986: Geschichten aus der Schattenwelt
- 1986: Der Mann vom anderen Stern
- 1986: Throb
- 1986: Life with Lucy
- 1987: Square One TV
- 1987: Mathnet
- 1987: The Oldest Rookie
- 1987: 1st & Ten
- 1987: The Judge
- 1988: Baby Boom
- 1989: Vicki
- 1989: Polizeibericht
- 1990: Newhart
- 1990: Unter der Sonne Kaliforniens
- 1990: Amen
- 1990: ABC Weekend Specials
- 1991: Golden Girls
- 1991: Eerie, Indiana
- 1991: Jake und McCabe – Durch dick und dünn
- 1991: Harrys Nest
- 1992: California Clan
- 1993: Wunderbare Jahre
- 1993: Superman – Die Abenteuer von Lois & Clark
- 1993: Armistead Maupin’s Geschichten aus San Franzisko (Miniserie)
- 1993: Verrückt nach dir
- 1995: Seinfeld
- 1995: Zwei Singles im Doppelbett
- 1996: Lisa – Der helle Wahnsinn
- 1997: Practice – Die Anwälte
- 1998: Diesmal für immer
- 1998: Ein Trio zum Anbeißen
- 1999: Will & Grace
- 2000: The Brothers Garcia
- 2001: Chaos City
- 2002: Without a Trace – Spurlos verschwunden
- 2004: Lass es, Larry!
- 2006: Four Kings
- 2010: Medium Rare
- 2013: How I Met Your Mother
- 2013–2014: Betty White’s Senior Prank Club
- 2015: The Brink: Die Welt am Abgrund
- 2015: Grey’s Anatomy

## Theater (Auswahl)
- 1961: The Young Abe Lincoln (Eugene O’Neill Theatre, Broadway, New York City)[7][9]
- 1964: Little Me (Hanna Theatre, Cleveland)
- 1999: Sicilian Bachelor(American Renegade Theatre)
- 2010: Viagara Falls (Little Shubert Theatre)